# Scenens Børn (film fra 1913)
|  | Denne artikel er oprettet af botten PalnaBot ud fra en ekstern database. Den kan derfor have sproglige fejl eller mangler. Denne skabelon kan fjernes efter kontrol af indholdet. |

 For alternative betydninger, se Scenens Børn. (Se også artikler, som begynder med Scenens Børn)
Scenens Børn er en film instrueret af Bjørn Bjørnson.